# Амірет-ель-Ходжадж
Амірет-ель-Ходжадж (араб. عميرة الحجاج) — місто в Тунісі. Входить до складу вілаєту Монастір.  
| Туніс | Це незавершена стаття з географії Тунісу. Ви можете допомогти проєкту, виправивши або дописавши її. |